# Entre Aspas
Gli Entre Aspas sono stati una band portoghese di musica pop. La loro particolarità risiedeva nella voce della cantante Viviane, ora solista. Viviane, infatti, è ben riconoscibile sia dal timbro sia dalla pronuncia, nella quale si può percepire l'origine francese della musicista.